# Операционные затраты
Операционные затраты или операционные расходы (англ. OPEX, сокр. от operating expense, operating expenditure, operational expense, operational expenditure) — повседневные затраты компании для ведения бизнеса, производства продуктов и услуг.
Сумма операционных расходов (англ. OPEX) и капитальных расходов (англ. CAPEX) составляют расходы компании, которые не включаются в прямую себестоимость продуктов или услуг, которые предлагает рынку данная компания. Например, покупка копира относится к капитальным затратам, а покупка бумаги, тонера, электроэнергии, оплата ремонта и обслуживания этого устройства относятся к операционным расходам. В целом для бизнеса операционные расходы включают в себя и оплату труда персонала, затраты на аренду помещений, коммунальные платежи и т. д.
Операционные затраты (повседневные расходы компании на организацию продаж, администрирования, НИОКР и т. д.) противопоставляются прямым затратам — расходам компании на непосредственное создание товаров и услуг. Другими словами, операционные затраты — это сумма денег, которые компания тратит на превращение сырья или комплектующих в готовую продукцию.
В отчёте о прибылях и убытках операционные затраты указываются в привязке к периоду времени, в которые они были понесены — месяц, квартал или год.

## Структура операционных затрат
Операционные расходы — это преимущественно периодические расходы, связанные с операциями по основной деятельности компании, за исключением себестоимости реализованной продукции, и которые компания несёт для обеспечения продаж. Операционные расходы обычно подразделяются на следующие две категории:
- затраты на дистрибуцию (или расходы на реализацию);
- общие и административные расходы.

Затраты на дистрибуцию непосредственно связаны с усилиями организации по увеличению продаж:
- оплата труда;
- комиссионные выплаты;
- расходы на рекламу;
- расходы на доставку;
- амортизация мебели и оборудования;
- расходные (вспомогательные) материалы.

Общие и административные расходы связаны с обеспечением бесперебойного течения операций компании;
- оплата труда административного персонала;
- затраты на канцелярские принадлежности;
- амортизация офисной мебели и оборудования;
- телефонные расходы;
- почтовые расходы;
- затраты на бухгалтерские и юридические услуги;
- лицензионные и прочие сборы за регистрационное разрешение на ведение бизнеса.